# ОШ „Јован Поповић” Кикинда
ОШ „Јован Поповић” једна је од основних школа у Кикинди. Налази се у улици Краља Петра I 63.

## Историјат
Основна школа „Јован Поповић” је основана у другој половини 19. века, у тадашњој Аустроугарској као женска виша школа у рангу средње школе. Зграда је изграђена налик на остале школе у Кикинди јер је у Хабзбуршкој монархији постојала уредба по којој све школе имају заједничке архитектонске одлике. По завршетку Првог светског рата у новоформирану Краљевину Југославију пристиже велики број руских избеглица због којих је Црвени крст зграду данашње школе користио као седиште и прихватни центар руских имиграната. Убрзо након тога школа постаје гимназија за ученике руске националности и у том својству ради до Другог светског рата након ког, по одлуци секретаријата за просвету, постаје основна осмогодишња школа названа по Јовану Поповићу. Тада је проширена и дограђене су јој модерно опремљена сала, кабинет за техничко образовање, комплетно опремљена медијатека и дневни боравак. Реализовали су пројекте „Спорт у школе” 2013, „Ја имам таленат”, „Мај месец математике” и „Школа ближа родитељима” 2019. године.